# Viet Tai Chi

Il Viet Tai Chi, la cui traduzione letterale è "coltivare l'Energia (Interna) per elevarsi", è una Disciplina che è stata creata e diffusa in Europa all'inizio degli anni '90 dal Maestro Charles Phan Hoang.
Quest'arte è definita in vari modi: come «l'arte del mantenimento della propria salute», "arte di vivere meglio", "la via dell'uomo forte e felice" o, ancora, «meditazione in movimento». In realtà si tratta di sequenze (quyen) di vario tipo: lente, flessibili, dure, veloci ma proponibili sempre a chiunque.
Il Viet Tai Chi è un insieme di movimenti fisici e tecniche di gestione dell'energia interna (C'hi, o Qi), la quale (secondo le teorie mediche orientali) fluisce nel corpo attraverso canali preferenziali detti meridiani energetici.
Grazie a movimenti attentamente studiati e alla respirazione, il Viet Tai Chi aiuta la persona che lo pratica a gestire e migliorare tale circolazione energetica interiore.
Si tratta pertanto di un metodo affine ad altre discipline energetiche come il Qigong, il Taijiquan e lo Yoga.
Il Viet Tai Chi è la formalizzazione moderna di conoscenze e movenze codificate dal suo ideatore, insieme a tecniche tradizionali del mondo marziale vietnamita. Elaborato da Phan Hoang in una struttura coerente durante una trentina d'anni di pratica, studio e meditazione, il Viet Tai Chi si pone come tecnica di buona salute, e di gestione delle tensioni personali, insegnando, insieme alle movenze, una semplice visione orientale delle cose, al contempo filosofica e anche di immediato utilizzo pratico.
Essendo quindi un metodo di recente ideazione è attualmente legato in maniera stretta appunto al suo creatore, Charles Phan Hoang.
Fare movimento con il Viet Tai Chi è semplice e alla portata di tutti.
Si tratta di una disciplina che trae le sue origini e i principi di base dalla cultura orientale; per questo dà molta importanza alla respirazione, alla postura, alla coordinazione dei movimenti.
Il Viet Tai Chi è utilissimo per chi deve ricominciare a fare attività fisica dopo una pausa, per incidente, malattia o altro. È altrettanto utile a chi pratica già uno sport perché completa l'allenamento e aiuta a ottimizzare le energie.
Viene incontro alle esigenze di tutti perché lo si può praticare con differenti intensità.

## Come si pratica
Il VTC dà molta importanza ad un corretto riscaldamento che favorisce l'apprendimento delle sequenze di Viet Tai Chi ed evita l'insorgere di traumi e stiramenti muscolari.
Quindi, di norma, si inizierà l'allenamento con esercizi per la testa, il collo, le spalle, le braccia, il busto, la schiena e le gambe. Nella vita di tutti i giorni tendiamo, infatti, a rimanere seduti, in auto o alla scrivania e sciogliere le articolazioni diventa difficile. Il movimento ci permette di migliorare forma fisica e postura ed ogni esercizio di Viet Tai Chi risulterà più elegante e corretto.
Nella seconda parte dell'allenamento si passerà alla pratica delle forme di Viet Tai Chi, i Quyen, che sono sequenze di movimenti codificate nella tradizione di questa Arte.

## Abbigliamento e accessori
Il VTC nasce senza alcuna regola imposta di abbigliamento perché nell'intenzione del Fondatore M° Phan Hoang era importante non costringere praticanti e allievi in regole di carattere marziale, in modo da favorire l'avvicinamento a questa disciplina e la pratica.